# Un tour chez ma fille
 (avril 2021).
Si vous disposez d'ouvrages ou d'articles de référence ou si vous connaissez des sites web de qualité traitant du thème abordé ici, merci de compléter l'article en donnant les références utiles à sa vérifiabilité et en les liant à la section « Notes et références ».
Série
Retour chez ma mère
(2016)
Pour plus de détails, voir Fiche technique et Distribution.
Un tour chez ma fille est une comédie française réalisée par Éric Lavaine sortie en 2021. Il s'agit de la suite du film Retour chez ma mère, sorti en 2016.

## Synopsis
Jacqueline Mazerin (Josiane Balasko) fait rénover son appartement par Lech, ouvrier polonais. Pendant que son appartement est inhabitable, elle habite chez son compagnon et voisin Jean Laborde (Didier Flamand). Ils ont prévu d'emménager ensemble dans l'appartement de Jacqueline. Jacqueline ne tiens pas compte de l'avis de Jean pour les aménagements, persistant à dire « mon » appartement, bien que Jean la reprenne plusieurs fois en disant que c'est « notre » appartement. Pendant la cohabitation dans l'appartement de Jean, Jacqueline impose son organisation et lui annonce qu'il va devoir se séparer de ses objets souvenir, car il n'y aura pas de place pour eux dans son appartement. Jean refuse cette perspective, il tient à conserver la grande maquette du bateau qu'il a piloté entre Le Havre et Gdansk. Ils décident donc de se séparer. Jacqueline est contrainte d’aller habiter quelque temps chez sa fille, Carole (Mathilde Seigner). Sauf que ses travaux prennent du temps et « quelque temps » finit par être plusieurs mois. Elle a l’air de se sentir très bien, elle regarde ses feuilletons, prépare les repas, elle oublie parfois qu’elle est chez sa fille.

## Fiche technique
- Réalisation : Éric Lavaine
- Scénario : Éric Lavaine, Hector Cabello Reyes et Bruno Lavaine
- Musique : Grégory Louis et Lucas Lavaine
- Photographie : Antoine Roch
- Montage : Julia Danel et Vincent Zuffranieri
- Costumes : Pauline Berland
- Production : Vincent Roger et Jérôme Seydoux
- Sociétés de production : Pathé Production, Same Player, TF1 Films Productions
- Société de distribution : Pathé Distribution
- Pays d'origine :  France
- Genre : comédie
- Durée : 88 minutes
- Date de sortie :
  - France : 16 juin 2021

## Distribution
- Josiane Balasko : Jacqueline Mazerin
- Mathilde Seigner : Carole Mazerin, fille de Jacqueline
- Jérôme Commandeur : Alain Bordier, compagnon de Carole
- Philippe Lefebvre : Nicolas Mazerin, fils de Jacqueline, frère de Carole
- Didier Flamand : Jean Laborde, voisin et compagnon de Jacqueline
- Jean-François Cayrey : Michel « Lech », ouvrier effectuant les travaux dans l'appartement de Jacqueline
- Line Renaud : « Mamoune », mère de Jacqueline, grand-mère de Carole et Nicolas
- Sophie Le Tellier : Sylvie, compagne de Nicolas
- Sébastien Castro : le thérapeute d'Alain et Carole
- Jean-Michel Lahmi : le directeur général de l'entreprise où travaille Carole
- José Paul : le président de l'entreprise où travaille Carole
- Alexandra Lamy : Stéphanie Mazerin, fille de Jacqueline, sœur de Carole et de Nicolas, vivant au Brésil (caméo vocal)
- Jean-Marie Marion : Hubert

## Musique
- Vanina par Dave.

## Accueil

### Box office
Le film sort le 16 juin 2021 dans 632 salles. Il réalise  20 651 entrées pour sa première journée.
Pour sa première semaine, il cumule 146 389 entrées score nettement inférieur à Retour chez ma mère (643 863 entrées). Le deuxième week-end est marqué par une chute des fréquentations de 43,5% malgré 101 copies supplémentaires. 354 045 entrées sont cumulés après trois semaines.
Le film quitte les salles après seulement 4 semaines et 376 808 spectateurs.